# Fruchtbecher

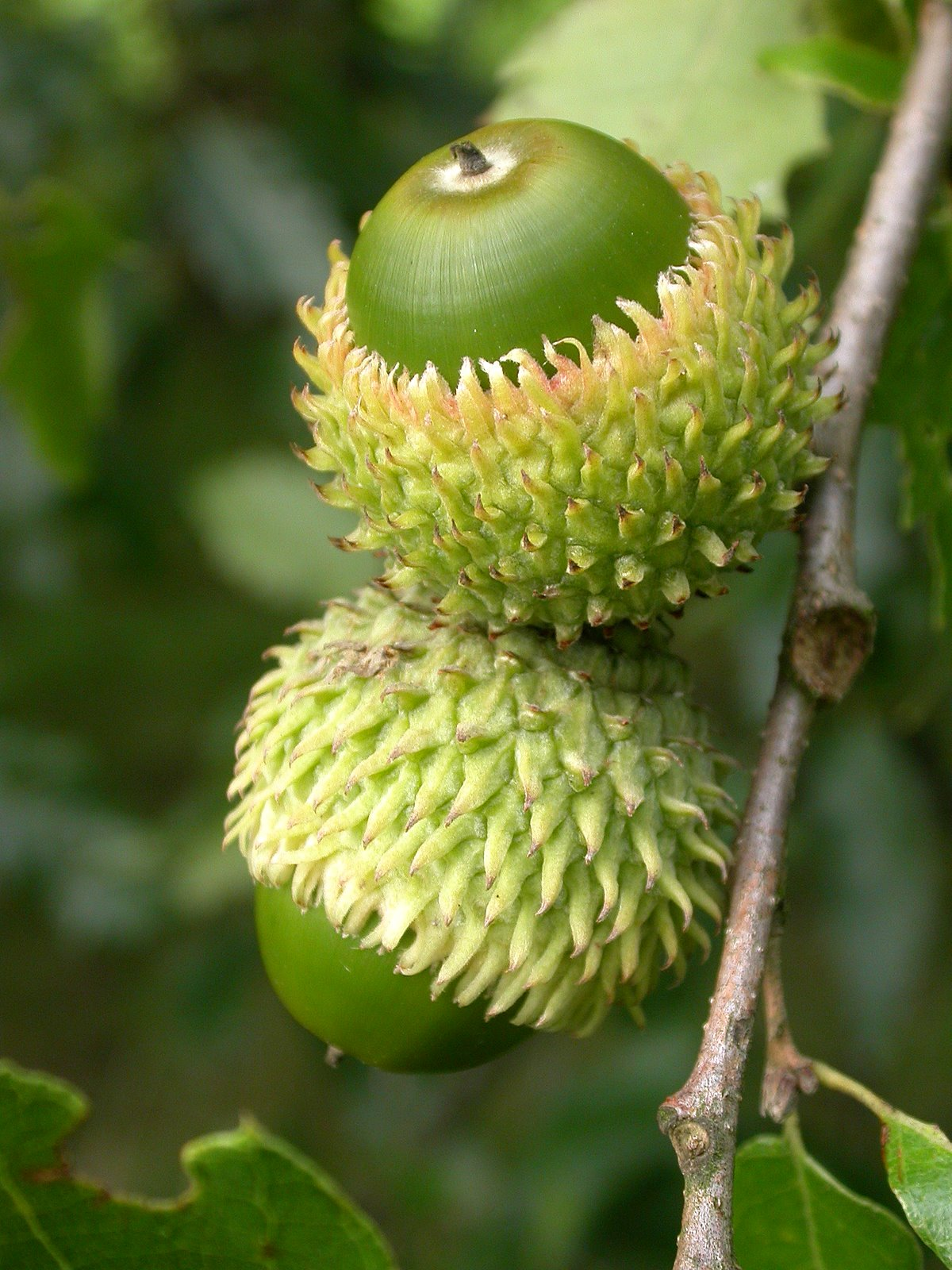
Fruchtbecher der Libanon-Eiche

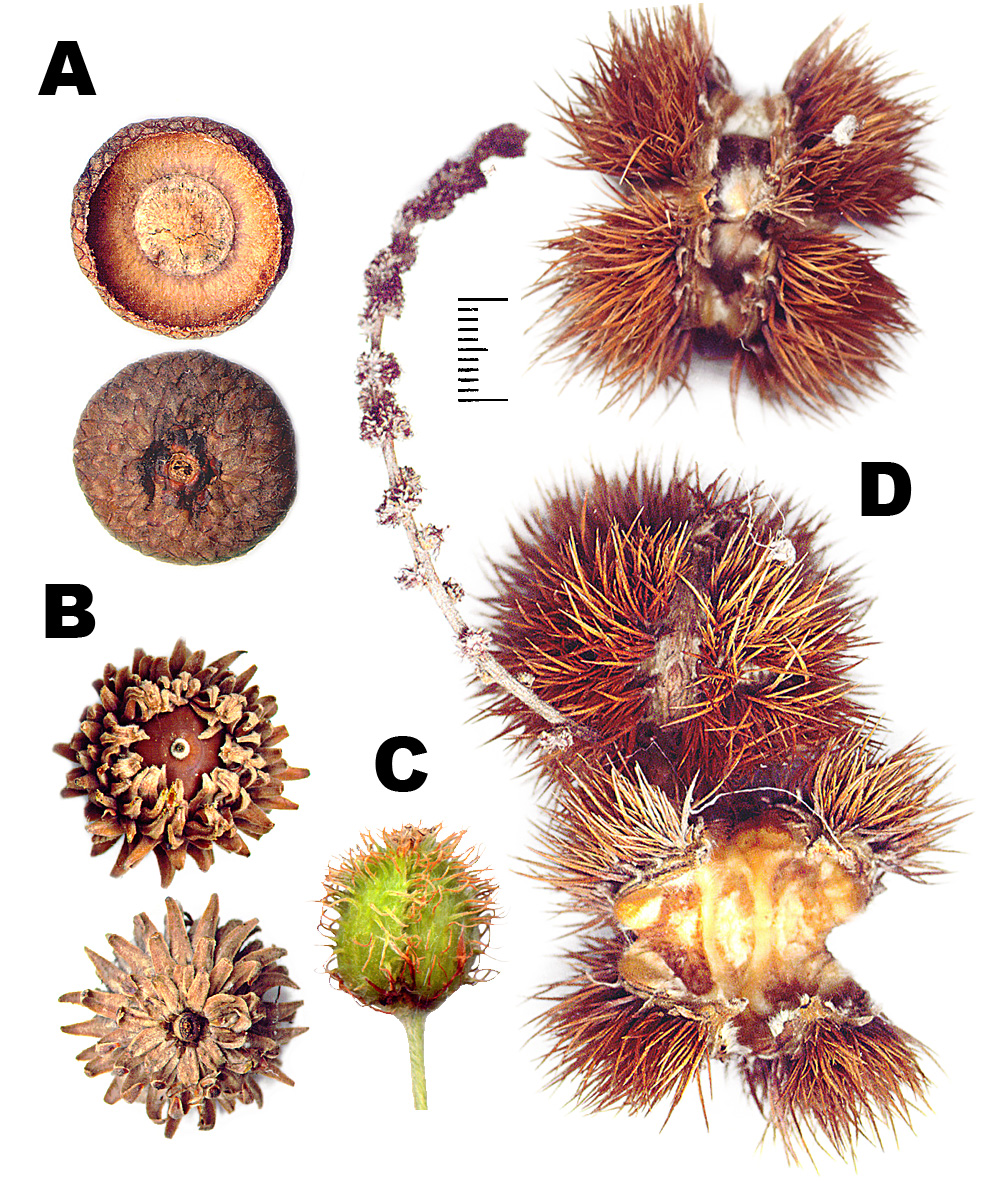
Verschiedene Fruchtbecher bei Fagaceen; A. Quercus rubra, B. Quercus trojana, C. Fagus sylvatica D. Castanea sativa

Der Fruchtbecher oder die Cupula (lateinisch für „kleine Tonne, Becher, Kelch“), auch Becherhülle, ist eine völlige oder teilweise Umhüllung der Blüten oder Früchte der Buchengewächse.
Sie wird gebildet aus der Blütenachse und durch Blattorgane (Tragblätter) eines stark gestauchten Sprosssystems mit verschiedenen höheren Ordnungen, oder nach anderer, älterer Meinung aus Vor- und Deckblättern (Hochblättern, Tragblättern). Die Cupula kann verholzt oder teilweise mit Schuppen oder Stacheln bedeckt sein. Es wurde gezeigt, dass die Cupula eine komplexe Struktur ist, die als ein indurierter (verhärteter), kondensierter Teilblütenstand interpretiert wird, der durch Verschmelzung von Stammachsen mit mehreren Verzweigungsreihen gebildet wird, wobei Tragblätter als Schuppen und/oder Stacheln modifiziert werden.
Solche Fruchtbecher umgeben beispielsweise die Bucheckern, Eicheln (hier auch Hütchen oder Eichenkelche, lateinisch cupuluae, auch Capsulae glandium)  oder Esskastanien. Die Nussfrüchte dieser Arten, die in einer Cupula sitzen, werden auch als Calybium bezeichnet.
Auch bei einigen anderen Arten spricht man manchmal von einer „Cupula“ bzw. „Fruchtbecher“, wie z. B. bei einigen Birkengewächsen wie der Haselnuss oder bei Scheinbuchen, Balanops und auch bei dem, bei einigen Früchten der Lorbeergewächse anhaftenden Blütenboden, Näpfchen, allerdings sind diese Fruchtbecher aus anderen Strukturen entstanden und abzugrenzen.
Bei verschiedenen Arten wie den Lauraceae, Magnoliaceae, Winteraceae und Calycanthaceae bezeichnet eine Cupula auch das Näpfchen der Ölbehälter von Ölzellen.

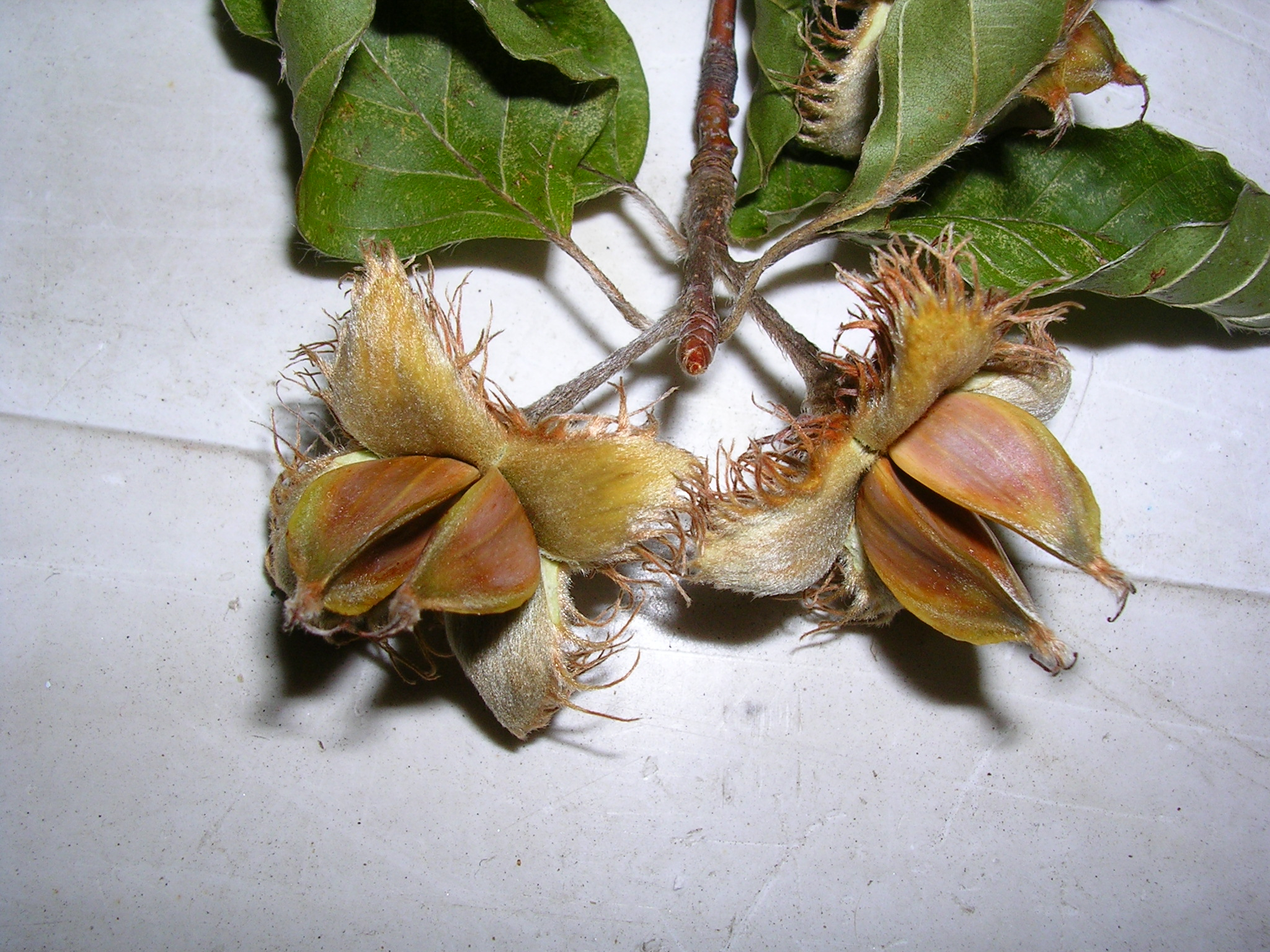
Vierklappiger Fruchtbecher der Rotbuche
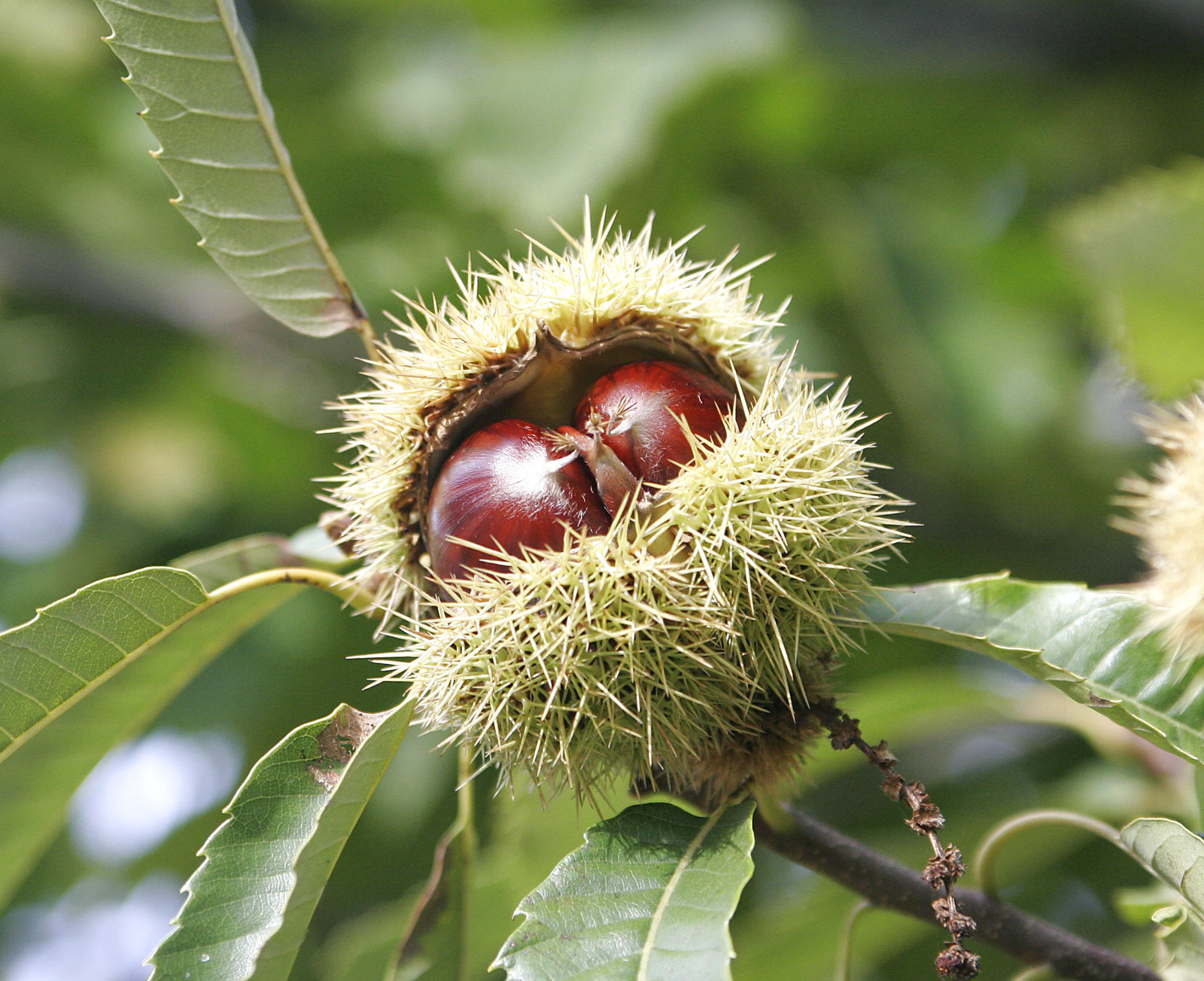
Stacheliger Fruchtbecher der Edelkastanie